# بنستو
بنستو (انگلیسی: Banesto) شرکت خدمات مالی اسپانیایی است، که در سال ۱۹۰۲ تأسیس شد و هم‌اکنون زیرمجموعه‌ای از گروه سانتاندر می‌باشد.